# Station Égly
Égly is een station aan lijn C van het RER-netwerk gelegen in de Franse gemeente Égly in het departement Essonne.